# Laura Solórzano Foppa
Laura Solórzano Foppa (París, 4 de enero de 1949) es una bailarina, coreógrafa, maestra y gestora cultural, fundadora del Centro Creativo y el grupo de danza contemporánea Dáncem. Es supervisora de la Escuela Metropolitana de Danza, perteneciente al Ballet Nacional de Ecuador.[cita requerida]

## Reseña biográfica
Laura Solórzano Foppa es hija de Alaíde Foppa. Guatemala le ofreció las primeras luces en el arte, camino que siguió en México, donde adquirió la base de su formación en danza. Cursó estudios profesionales de ballet clásico y formación musical en la Academia de Ballet de Coyoacán, en la zona sur de la Ciudad de México, según el método de danza clásica de la Royal Academy of Dancing (RAD)[cita requerida]
Su profunda vocación para la danza clásica la llevó a continuar estudios en Inglaterra, en el Royal Ballet School, distinguido centro de formación en danza, donde concluyó sus estudios y se graduó.[cita requerida]

## Bailarina profesional
Gracias a su sólida formación académica, Laura Solórzano Foppa accedió a importantes escenarios, interpretando el rol de bailarina solista en obras de repertorio clásico, obras del folklore mexicano y puestas en escena contemporáneas, abarcando un amplio abanico de géneros de la danza.[cita requerida]
Durante 1967-1970, se desempeñó como bailarina del Ballet Clásico de México, Instituto Nacional de Bellas Artes, INBA; en 1970-1973, ejerce el rol de bailarina solista del Ballet Folklórico de México de Amalia Hernández; de 1975 a 1980, participó como solista en el Taller Coreográfico de la UNAM, y de 1983 a 1988 destacó como bailarina solista en el Ballet Ecuatoriano de Cámara, en Quito, [cita requerida].

## Maestra de danza
Su carrera como intérprete siempre estuvo acompañada de la labor docente, ámbito en el que se destacó como maestra de ballet en México y en Ecuador. Resalta su labor en el Centro Universitario de Teatro de la Universidad Nacional Autónoma de México (UNAM) (1978-1980), en el Ballet Ecuatoriano de Cámara (1983-1988) y en el Centro Creativo, el cual fundó y dirigió en 1988-1998.[cita requerida]

## Gestora cultural
Los conocimientos y experiencias adquiridas durante su carrera como bailarina profesional y docente la motivan a incluir una nueva faceta en su vida; la de gestora cultural, promoviendo diferentes programas sociales de cultura en Ecuador, entre los que cabe mencionar: el Programa Acción Cultural del Ministerio de Gobierno de Ecuador en 1990-1992; el Programa Cultura y Recreación para los Trabajadores (Procurt) del Ministerio de Trabajo y Recursos Humanos de Ecuador entre 1988 y 1990, entre otros programas y eventos de relevancia en el país.[cita requerida]
En su haber como gestora en la danza, resalta su labor como directora general de la Compañía Nacional de Danza de Ecuador, 1990-1992; directora de la escuela Fundarte, directora del Centro Creativo Alangasí y su actual cargo como supervisora de la Escuela Metropolitana de Danza, perteneciente al Ballet Nacional de Ecuador.[cita requerida]